# 立花恵理
立花 恵理（たちばな えり、1993年8月20日 - ）は、日本の女性ファッションモデル、女優。岐阜県出身。YG KPLUS所属。

## 略歴
2013年9月に国立代々木競技場第一体育館で開催された「GirlsAward 2013 AUTUMN ／WINTER」にて行われたViVi専属モデルオーディションに出場し、佐久間由衣と共にグランプリとなり、同年10月の「ViVi Night in OSAKA 2013」（堂島リバーフォーラム）にてランウェイデビューを果たす。
ViVi本誌では2013年12月号にて福田 恵理（ふくだ えり）としてデビューしたが、翌2014年より現在の芸名にて活動している。
2019年10月期の日本テレビ系テレビドラマ『ニッポンノワール-刑事Yの反乱-』にて連続ドラマ初のレギュラー出演を果たした。
2020年、「ViVi」の専属モデルを卒業。
2022年、アミューズを退所。韓国の芸能事務所であるYG KPLUSに移籍し、活動の拠点を韓国に移す。

## 人物
趣味は音楽鑑賞、食べること、LIVE。特技は持久走。
ViViのオーディションには友人からの勧めで応募したが、自身は「絶対無理だろう」と思いながら応募したという。
好きなモデルは八木アリサ。

## 出演

### テレビドラマ
- 連続ドラマW 東野圭吾「ダイイング・アイ」（2019年3月6日 - 4月20日、WOWOW） - 由佳 役
- TWO WEEKS 第1話・第2話（2019年7月16日・23日、カンテレ・フジテレビ系） - 柏木愛 役[7]
- リカ 第1部（2019年10月5日 - 27日、東海テレビ・フジテレビ系） - 森田綾乃 役[8]
- ニッポンノワール-刑事Yの反乱-（2019年10月13日 - 12月15日、日本テレビ） - 高砂明海 役[4][9]
- 連続テレビ小説 エール 第33話、第42話 - 第44話（2020年5月13日、5月26日 - 28日、NHK） - 愛子 役 [10]

### 映画
- 人数の町（2020年9月4日、キノフィルムズ） - 末永緑 役[11]

### CM
- ユニクロ「STETECO&RELACO」（2014年）
- サマンサタバサ「Samantha Tiara & Samantha Thavasa」（2014年）
- コカ・コーラ（台湾）「爽健美茶」（2016年）
- モスバーガー「アボカドチリバーガー」（2016年）
- ユニ・チャーム「ソフィ ソフトタンポン」遊園地編（2016年）
- インテリジェンス「DODA」キミだけのゴール編（2016年）
- ファミリーマート（2017年）
- クラシエホームプロダクツ「いち髪ナチュラルケアセレクト」髪のために、何を選ぶか。編（2018年）

など

### イベント
- ViViNight inTaipei（2019年11月16日、新光三越Legacy MAX）[12]

## 書籍

### 雑誌
- 「ViVi」専属モデル（2013年12月号 - 2020年）